# Elena Sadina
Elena Sadina (Russisch: Елена Садина) (Ivanovo, 1970) is een Russische beiaardier, volksmuzikante en docente.
Sadina studeerde in 1994 af aan het Staatsconservatorium van Saratov. In hetzelfde jaar behaalde zij het einddiploma aan de Russische Academie voor Klokkenkunst. In 2003 studeerde zij af aan de Koninklijke Beiaardschool Jef Denyn te Mechelen. Zij geniet internationale vermaardheid dankzij haar vele concertreizen en deelname aan (carillon-)festivals in Europa en de Verenigde Staten.
Sinds 2004 doceert zij beiaardspel, piano en samenzang aan de Beiaardschool Jef Denyn. Tevens is ze sinds 2000 als gastdocente verbonden aan het Middlebury College in Amerikaanse staat Vermont. Van haar kwam het initiatief om een kinderbeiaardklas op te richten aan de Beiaardschool Jef Denyn. Zij won verschillende internationale beiaardwedstrijden.
Sadina is mede-oprichtster en lid van de volksmuziekgroep Zolotoj Plyos ("gouden trio"), waarin zij verschillende traditionele instrumenten bespeelt. Dit ensemble werd gevormd in Saratov in 1994, maar de musici wonen nu alle drie in België.